# Ross Piper
Ross Piper est un zoologiste et écrivain britannique.
Diplômé en zoologie de l'Université de Wales en 1998, il a terminé un PhD à l'Université de Leeds en 2002. Depuis 2006, il publie plusieurs livres de vulgarisation scientifique sur la zoologie et d'autres sujets connexes.

## Livres
- (en) Ross Piper, Extraordinary Animals : An Encyclopedia of Curious and Unusual Animals, Greenwood Publishing Group, 30 août 2007, 298 p. (ISBN 978-0-313-33922-6, lire en ligne)
- (en) Ross Piper, Death Zone! : Can Humans Survive at 26,000 Feet?, Heinemann-Raintree Classroom, 1er janvier 2009, 32 p. (ISBN 978-1-4296-3128-0)
- (en) Ross Piper, Extinct animals : an encyclopedia of species that have disappeared during human history, Westport, Greenwood Press, 20 mars 2009, 204 p. (ISBN 978-0-313-34987-4)
- (en) Ross Piper, Fingerprint Wizards : The Secrets of Forensic Science, Coughlan Publishing, 1er avril 2009 (ISBN 978-1-4296-3117-4)
- (en) Ross Piper, Surviving in the World's Most Extreme Places, Capstone Press, 1er janvier 2010 (ISBN 978-1-4296-4560-7)
- (en) Ross Piper, Survival! : Staying Alive in the Wild, A & C Black, 5 mars 2010 (ISBN 978-1-4081-0091-2)
- (en) Ross Piper, Extreme Lunch : Life and Death in a Food Chain, A & C Black, 30 mars 2010 (ISBN 978-1-4081-0101-8)
- (en) Ross Piper, Pests : a guide to the world's most maligned, yet misunderstood creatures, Santa Barbara (Calif.), ABC-CLIO, 3 mars 2011, 282 p. (ISBN 978-0-313-38426-4, lire en ligne)[1]